# Hogstads församling
Hogstads församling var en församling i Linköpings stift inom Svenska kyrkan i Mjölby kommun. Församlingen uppgick 2006  i Väderstads församling.

## Administrativ historik

Hogstad församlings vapen.

Församlingen har medeltida ursprung. 
Församlingen utgjorde till 1596 ett eget pastorat för att därefter till 1962 vara annexförsamling i pastoratet Högby, Hogstad och Västra Skrukeby. Från 1962 till 2006 var församlingen annexförsamling i pastoratet Väderstad, Appuna, Hogstad och Kumla där även Rinna och Hovs församling ingick mellan 1962 och 1992. Församlingen uppgick 2006  i Väderstads församling.
Församlingskod var 058611.

## Kyrkoherdar
| Verksam   | Namn               | Levnadstid | Övrigt                                                                      |
| --------- | ------------------ | ---------- | --------------------------------------------------------------------------- |
| 1347      | Daniel             |            | Nämnd i ett köpbrev.                                                        |
| 1526      | Everhardus Erlandi |            | Curatus.                                                                    |
| 1539      | Sveno              |            | Curatus.                                                                    |
| 1551      | Johan              |            | Kan vara samma som nästkommande.                                            |
| 1553–1595 | Jonas              | –1594      | Skrev under Uppsala mötes beslut 1593 och Söderköpings riksdagsbeslut 1595. |

### Komministrar
| Verksam   | Namn                            | Levnadstid | Övrigt                                                                                             |
| --------- | ------------------------------- | ---------- | -------------------------------------------------------------------------------------------------- |
| 1613      | Nicolaus Johannis Finlandus     |            | Komminister.                                                                                       |
| 1626      | Nicolaus Erici                  | –1645      | Komminister.                                                                                       |
| 1635–1637 | Laurentius Olai                 |            | Komminister.                                                                                       |
| 1646      | Nicolaus Olai Vistensis         |            | Komminister.                                                                                       |
|           | Jonas Petri                     | –1669      | Komminister.                                                                                       |
| 1669–1674 | Magnus Laurentii Breman         | 1626–1690  | Komminister. Senare kyrkoherde i Mjölby församling.                                                |
| 1674–1704 | Laurentius Laurentii Vistelius  | 1625–1704  | Komminister.                                                                                       |
| 1704–1710 | Benedictus Johannis Järling     | –1710      | Komminister.                                                                                       |
| 1711–1740 | Nils Lindberg                   | 1672–1751  | Komminister. Avsade sig ämbetet 1740.                                                              |
| 1740–1765 | Daniel Atterbom                 | 1706–1765  | Komminister.                                                                                       |
| 1766–1794 | Johan Enholm                    | 1715–1794  | Komminister.                                                                                       |
| 1794–1805 | Christian Andersson             | 1747–1819  | Komminister. Senare kyrkoherde i Högby församling.                                                 |
| 1805–1814 | Isak Wiede                      | 1765–      | Komminister. P. D. Sjödin vikarierade åren 1813 och 1814.                                          |
| 1814–1842 | Lars Magnus Ulfsax              | 1778–1842  | Komminister. Carl Mauritz André (1802–) vikarierade åren 1842 och 1843.                            |
| 1842–1856 | Alexander Magnus Ahlqvist       | 1800–1890  | Komminister. Senare kyrkoherde i Högby församling.                                                 |
| 1856–1863 | Jakob Theodor Widgren           | 1815–1876  | Komminister. Senare kyrkoherde i Röks församling.                                                  |
| 1863–1878 | Anders Johan Rosberg            | 1826–1908  | Komminister. Senare kyrkoherde i Fornåsa församling.                                               |
| 1879–1893 | Ernst Reinhold Dankegott Hoppe  | 1843–1915  | Komminister. Senare kyrkoherde i Mogata församling. A.F. Dervinger vikarierade åren 1893 och 1894. |
| 1894–1911 | Carl Magnus Tyllman             | 1853–1911  | Komminister.                                                                                       |
| 1912–1916 | Ernst Fredrik (Fritz) Hoppe     | 1884–1955  | Tillförordnad komminister. Senare kyrkoherde i Mogata församling.                                  |
| 1916–1918 | Carl Eric Oscar Fredrik Kernell | 1881–1957  | Tillförordnad komminister.                                                                         |

## Klockare och organister[5]
| Verksam   | Namn                          | Levnadstid | Övrigt                                 |
| --------- | ----------------------------- | ---------- | -------------------------------------- |
| 1685–1690 | Bryngel Pedersson             | 1637–1708  | Klockare                               |
| 1691–1709 | Pehr Hansson                  | 1661–1709  | Klockare                               |
| 1711–1718 | Joan Henrichsson              |            | Klockare                               |
| 1743–1758 | Jonas Olson Hult              |            | Klockare                               |
| 1760–1803 | Vaste Luthander               | 1739–1803  | Klockare och organist, även bokhållare |
| 1803–1827 | Johannes Luthander            | 1781–1827  | Klockare och organist                  |
| 1827–1836 | Johan Vaste Luthander         | 1810–1836  | Klockare och organist                  |
|           | Gustaf Hultgren               |            |                                        |
| 1840–1854 | Johan Isacsson                | 1811–1854  | Klockare och organist                  |
|           | Peter Simonsson               |            |                                        |
|           | Anton Hagman                  |            | Organist                               |
| 1857–1889 | Carl August Andersohn         | 1826–1899  | Organist och skollärare                |
| 1890–1921 | Otto Rylén                    | 1857–1947  | Klockare, organist och skollärare      |
| 1921–1922 | Knut Adell                    | 1896–1980  | Organist och skollärare                |
| 1923–1924 | Erland Seltborg               | 1903–1998  | Skollärare                             |
| 1924–1954 | Gottfrid Herder               | 1889–1964  | Klockare, organist och lärare          |
| 1954–1955 | Henrik Engver                 |            |                                        |
| 1955–1956 | Stig Ryhed                    |            |                                        |
| 1956–1957 | Nils Göransson                |            |                                        |
| 1957–1958 | Margareta Ekholm Christensson |            |                                        |
| 1958–1959 | Arne Ehrén                    |            |                                        |
| 1959–1969 | Nils Göransson                |            |                                        |
| 1969–1979 | Bengt Hallqvist               |            |                                        |

## Kyrkvaktmästare
| Verksam   | Namn                  | Levnadstid | Övrigt |
| --------- | --------------------- | ---------- | ------ |
| 1811–1829 | Anders Berggren       | 1751–1829  |        |
| 1831–1834 | Peter Kumling         | 1785–1834  |        |
| 1837–1857 | Abraham Widgardt      | 1787–1857  |        |
| 1861–1909 | Carl Gustaf Johansson | 1824–1909  |        |
| –1983     | Nils Andersson        | 1916–1994  |        |
| 1983–2006 | Lars Andersson        | 1959–      |        |

## Kyrka
- Hogstads kyrka